# Walter Schwenninger
Walter Schwenninger (* 4. August 1942 in München; † 24. September 2010 in Tübingen) war ein deutscher Politiker (Bündnis 90/Die Grünen).

## Leben
Schwenninger betrieb in der Jugend Zehnkampf. Schwenninger studierte evangelische Theologie und Sport und wurde Lehrer am Gymnasium, zuletzt in Herrenberg. Ein Freiwilligendienst in der Entwicklungshilfe prägte seine politischen Interessen und sein politisches Engagement. Gemeinsam mit seiner aus Lima stammenden Frau Nani Mosquera leistete er in Deutschland Aufklärungsarbeit über das Verhältnis von Erster und Dritter Welt und über Unrechtsregime wie das Apartheidregime in Südafrika oder das des peruanischen Präsidenten Alberto Fujimori und förderte die Entwicklung des fairen Handels im deutschen Sprachraum.
In Tübingen war Schwenninger Gründungsmitglied des Club Voltaire, Mitinitiator des CineLatino und des Weltladens. Schwenninger wurde 1983 als Kandidat der Grünen Partei in den 10. Deutschen Bundestag gewählt und hielt dort seine Jungfernrede über die Dritte-Welt-Politik. Ein Bild, auf welchem Schwenninger im Alpaka-Grobstrick mit Bart und langhaariger Prinz-Eisenherz-Frisur neben dem in Anzug und Krawatte gekleideten Kanzler Helmut Kohl stand, wurde von der Weltpresse abgedruckt. Aufgrund des seinerzeit vereinbarten Rotationsprinzips wurde er zur Halbzeit der Legislaturperiode am 16. April 1985 abgelöst, blieb aber als „Vorrücker“ durch eine Beschäftigung bei der Fraktion bis 1987 in der Bundespolitik tätig. 1994 kandidierte er im Bundestagswahlkreis Tübingen erneut für den Bundestag, hatte aber keinen aussichtsreichen Listenplatz. Schwenninger hielt sich aus dem damaligen innerparteilichen Gezänk der Grünen Partei heraus.
Schwenninger war von 1989 bis 1994 und 1999 bis 2004 Gemeinderatsmitglied in Tübingen der „Alternativen und Grünen Liste“. In Tübingen sorgte er für einen Peru-Arbeitskreis und 2006 für die Städtepartnerschaft mit Villa El Salvador, einem Stadtbezirk Limas mit 350.000 Einwohnern. Er war bei Daimler-Benz-Hauptversammlungen als kritischer Aktionär bekannt.
Schwenninger erlag am 24. September 2010 einer Krebserkrankung. Er ist auf dem Stadtfriedhof Tübingen begraben.

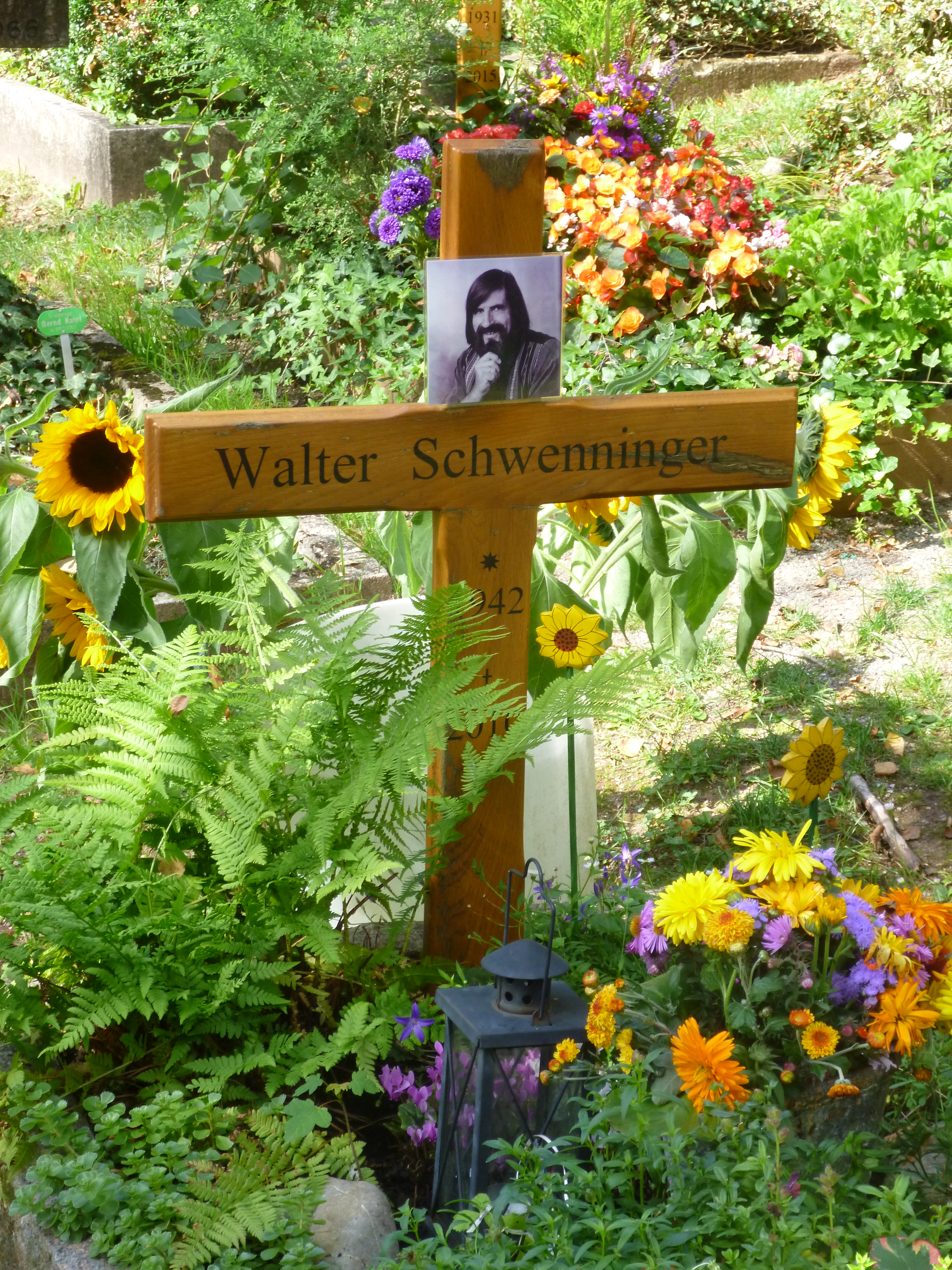
Stadtfriedhof Tübingen

## Schriften
- Tee macht nicht satt. hrsg. vom Arbeitskreis Welthandel des Aktionszentrums Arme Welt e.V., Tübingen. Photos: Walter Schwenninger. Karikaturen: Sepp Buchegger, Tübingen 1979.
- Susanne Bausch; Walter Schwenninger u. a.: Anahi: ein Campesinomädchen aus Paraguay. Diakonische Arbeitsgemeinschaft "Brot für die Welt", Stuttgart 1990.